# Ferdinand Ries
Pour les articles homonymes, voir Ries.
Ferdinand Ries est un compositeur et pianiste allemand, né à Bonn le 28 novembre 1784 et mort à Francfort-sur-le-Main le 13 janvier 1838.

## Biographie
Ferdinand Ries est l'aîné d'une famille de musiciens. Il est d'ailleurs notable que son père, le violoniste Franz Anton Ries (1755-1846), fut professeur de violon de Beethoven à Bonn. Ferdinand fut attiré dès son plus jeune âge par la musique et il eut son père pour premier professeur de piano. Il reçut ensuite une formation musicale complète à Munich et Vienne.
La carrière du musicien est à diviser en trois parties : la première, celle des débuts, est marquée par de longs voyages et de modestes succès dans les grandes capitales d'Europe (Paris, Saint-Pétersbourg, Copenhague, Stockholm, Prague) et des villes d'Allemagne comme Leipzig ou Hambourg. La deuxième période est celle des succès britanniques. Ferdinand, venu à Londres en 1813, y séjourne dix années. Fort de cette reconnaissance du public anglais, il devient à cette période l'un des directeurs de la Philharmonic Society of London.
Il fut tout à la fois l'ami et l'élève de Beethoven. Au cours de ses années londoniennes, de 1813 à 1824, il entretint une correspondance avec le compositeur au sujet de la publication et de l'exécution de ses œuvres en Angleterre. Il collaborera plus tard avec Franz Gerhard Wegeler (de), sur un recueil de souvenirs de Beethoven.
Sa carrière de concertiste se poursuivit ensuite en Europe continentale (jusqu'en Italie), mais il finit par occuper une activité fixe à partir de 1834 en tant que maître de chapelle à Aix-la-Chapelle. Il n'exercera cette fonction que deux ans.
Il est enterré au cimetière principal de Francfort-sur-le-Main.

## Œuvres remarquables

### Musique de chambre
- Une sonate pour cor et piano op. 34 en fa majeur
- Trio pour piano, clarinette et violoncelle op. 28
- Des sonates pour clarinette : op. 29 et op. 169
- Grande Sonate, op. 9 no.1 « Grande Sonate Fantaisie »
- Trois sonates pour violoncelle et piano-forte op. 21, 20 et 125
- des trios pour piano : Trios pour piano op. 2 - Trios pour piano op. 143
- des quatuors à cordes : Quatuor no 1 en do majeur - Quatuor no 2 en mi mineur - Quartette no 3 en la majeur
- Quintette avec piano en si mineur, op. 74
- Grand Septuor op. 25
- Grand Octuor, op. 128
- 3 sonates pour violon et piano op, 8 no 1 -2 -3

### Symphonies
- no 1 en ré majeur op. 23
- no 2 en do mineur op. 80
- no 3 en mi bémol majeur op. 90, en 1814
- no 4 en fa majeur op. 110, en 1818
- no 5 en ré mineur op. 112
- no 6 en ré majeur op. 146, en 1822
- no 7 en la mineur op. 181, en 1835
- no 8 en mi bémol majeur WoO 30, en 1822

### Concertos
Les concertos pour piano de Ferdinand Ries sont étroitement liés à la prime jeunesse du virtuose et compositeur hongrois Franz Liszt. En effet, Adam Liszt jouait à son fils le concerto pour piano en do dièse mineur de Ries qui restera l'un des premiers souvenirs musicaux de l'enfant. Quelques années plus tard, le jeune Liszt, en 1820, connut son premier succès de pianiste à Oedenburg avec le concerto pour piano en mi bémol de Ferdinand Ries.
- Concerto pour violon en mi mineur op. 24 (1810)
- Concerto pour piano en ut majeur op. 123 (1806)
- Concerto pour piano en ut mineur, op. 115 (1809) no 4
- Concerto pour piano en mi bémol majeur op. 42 (1811)
- Concerto pour piano en ut dièse mineur, op. 55 (1812)
- Concerto « Pastoral » en Ré majeur, op. 120 (1815-1817) no 5
- Concerto pour piano en la mineur op. 132 "Abschieds-Concert von England" (1823)
- Concerto pour piano en la bémol majeur op. 151 "Gruss an den Rhein" (1826)
- Concerto pour piano en sol mineur op. 177 (1833)
- Concerto pour deux cors op. 19 (1811)

Œuvres concertantes pour piano et orchestre
- Swedish National Airs with Variations op. 52
- Grand variations on "Rule Britannia" op. 116
- Introduction et Rondeau brillant op. 144
- Introduction et variations brillantes op. 170
- Introduction et Polonaise op. 174
- Introduction et Rondeau Brillant, WoO54